# プロクラトル
プロクラトル（ラテン語: Procurator）は、古代ローマで皇帝の職務を代行する各種行政官のことで、騎士階級（エクィテス）に属する人物が就任した。
帝政前期のプリンキパトゥス（元首政）期（紀元前27年 - 284年）には、プロクラトルは皇帝の代理人（Legatus Augusti pro praetore）として皇帝属州の財務長官や、小属州の長官（総督）に就任した。これらの職を経た者の一部は帝都ローマの皇帝官房でラテン語書簡長官（ab epistulis Latinis）、ギリシア語書簡長官（ab epistulis Graecis）、請願長官（a libellis）、会計長官（a rationibus）などを務め、最終的にはアエギュプトゥス（エジプト属州）の総督やプラエフェクトゥス・プラエトリオ（近衛長官）といったエクィテス階級が到達できる最高位のプロクラトル職に就くことができた。